# 彭天翔
彭天翔（16世紀—17世紀），字鵬父，一字鹏甫，南直隸揚州府江都縣人，明朝軍事人物。

## 生平
彭天翔是萬曆二十二年（1594年）的武舉人，四十一年（1613年）成武進士，曾上言遼東五不可勝狀，四十六年（1618年）任援遼主將游擊領左右中前後五營，次年（1621年）為守備時被經略楊鎬彈劾其逗遛淫虐而下兵部治罪。之後他復任副總兵，平定山東白蓮教亂事，不久因為不參拜魏忠賢生祠遭罷官，魏璫敗亡後才得復職。

## 引用
1. 1 2  民國《江蘇省通志稿·人物志·第三十七卷·仕績二八》：彭天翔，字鵬父，江都人。萬曆癸丑武進士。歷官副總兵。言遼東五不可勝狀。方銳意用兵，忤當軸意，被逮，旋以東師潰如其言，得釋。命討山東白蓮賊，大捷。會魏璫建祠，天翔守正不往拜，復被黜。璫敗，乃復官。
2. ↑  乾隆《江都縣志·卷十二·選舉》：武選舉……進士 （萬曆）癸丑……彭天翔……武舉……（萬曆）甲午……彭天翔 成進士
3. ↑  《明神宗顯皇帝實錄·五百七十五》：（萬曆四十六年十月）辛酉浙江廵撫劉一焜遣兵援遼，以挑選四千人分為八營，總捕彭天翔為主將，領左右中前後五營，原任備倭把總周翼明為副將，領正奇遊三營，給以衣甲器械，因奏本官職卑難以統馭，請加遊擊、備禦等銜從之。
4. ↑  《明神宗顯皇帝實錄·卷五百七十九》：（萬曆四十七年二月丁卯）下兵部治援遼守備彭天翔逗遛淫虐之罪，從經畧楊鎬奏劾也。
5. ↑  四庫全書《江南通志·卷一百五十一·人物志 武功》：彭天翔，字鵬甫，江都人，萬歷癸丑武進士，歷官副總兵，討山東白蓮賊大捷，會魏璫建祠，天翔不往拜被斥，璫敗詔復其官。